# Kristin Cavallari
Kristin Elizabeth Cutler (Denver, 5 de janeiro de 1987), nascida Kristin Elizabeth Cavallari é uma personalidade de reality show e atriz americana, que ficou conhecida através do reality show Laguna Beach: The Real Orange County, The Hills e Very Cavallari!
Kristin Cavallari é a mais nova de dois filhos. Quando seus pais se divorciaram, seu irmão mais velho se mudou com seu pai para Laguna Beach, Califórnia; enquanto ela se mudou com sua mãe para Barrington, Illinois. Depois de ter problemas ao se adaptar a sua nova vida com seu padrasto e seu meio-irmão, Kristin se mudou para a Califórnia para ficar com seu pai e seu irmão, e foi estudar em Santa Margarita Catholic High School, no início do ensino médio.

## Carreira

### Reality show (Laguna Beach / The Hills)
Kristin estava no seu primeiro ano do ensino médio, quando começaram as gravações da primeira temporada de Laguna Beach: The Real Orange County. No momento ela estava namorando Stephen Colletti. Seu romance com Stephen causou rivalidade com outra colega do reality,  Lauren Conrad. O triângulo amoroso virou um dos assuntos centrais da série.
Em maio de 2009, Kristin confirmou que iria fazer parte do reality show The Hills da MTV. Ela fez um acordo com a MTV para parecer regularmente em duas temporadas da série (5ª e 6ª temporada).
Em Setembro de 2011 Kristin entrou para o reality show Dancing With The Stars.

### Atuando
Após o término de Laguna Beach, Kristin foi para Los Angeles estudar na Loyola Marymount University então ela apareceu em um show UPN's Get This Party Started a série não deu audiência e foi cancelada depois de apenas dois episódios. No final do ano ela ainda gravou um episódio em Veronica Mars, e gravou um clipe de Teddy Geiger para a música "For You I Will (Confidence)". Apareceu no clipe musical de Gavin DeGraw, para a música "In Love with a Girl". Em setembro de 2007, Kristin começou a gravar o filme Green Flash. Apareceu em Fingerprints e Spring Breakdown, ambos filmados em 2008. Kristin também apareceu em Van Wilder: Freshman Year, que foi filmado em junho de 2009.

## Vida afetiva
Durante as filmagens de Laguna Beach, ela namorou Stephen Colletti. Após o fim do relacionamento com Stephen em 2004, ela começou a namorar com Brody Jenner, filho do campeão olímpico Bruce Jenner. O casal terminou em 2006. Também namorou o ator Nick Zano.
Kristin foi casada com Jay Cutler, ex jogador de futebol americano dos Chicago Bears, e os dois possuem 3 filhos, 2 meninos chamados Camden, Jaxon e uma menina chamada Saylor. Em 2018 o casal estrelou o reality show Very Cavallari!. Kristin e Jay se separaram em abril de 2020.

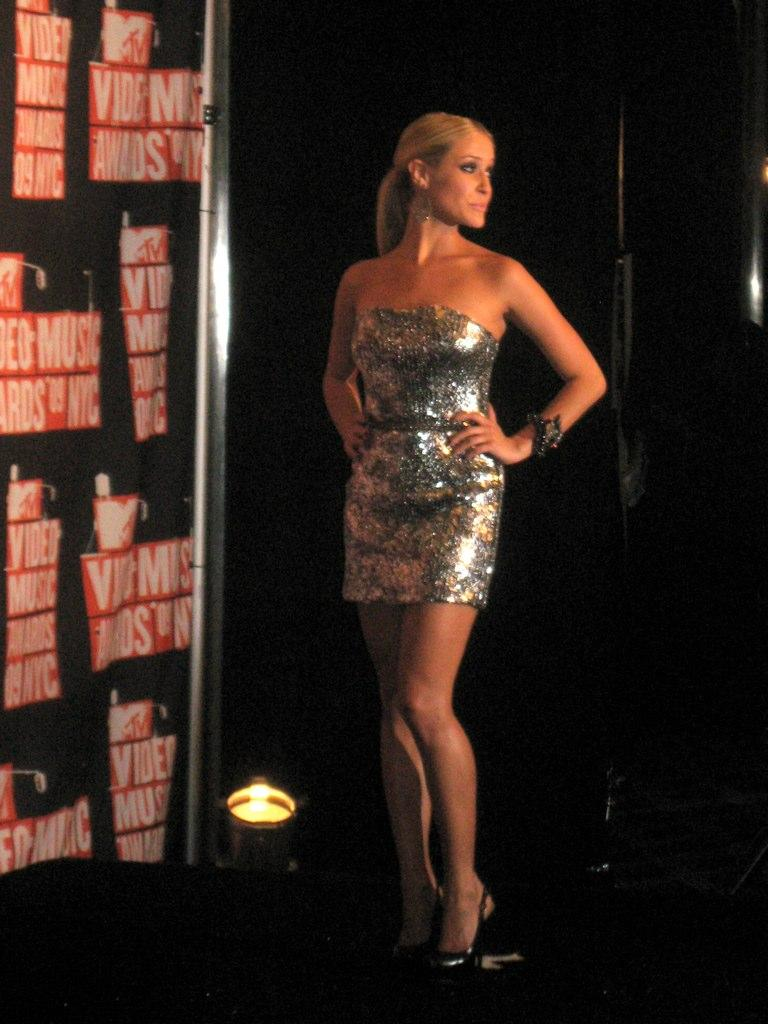
Kristin Cavallari no VMA 2009.

## Filantropia
Kristin participou do "Until There's a Cure" uma campanha para prenvenção de AIDS e HIV e postos de vacinação. Em 2006 ela apareceu em uma anúncio para PETA, e também apareceu pessoalmente para "We Are Ellis Island" uma campanha para a restauração de patrimônios históricos em Ellis Island.

## Filmes
| Filmes          | Filmes                               | Filmes          | Filmes            |
| Ano             | Filme                                | Papel           | Notas             |
| --------------- | ------------------------------------ | --------------- | ----------------- |
| 2007            | Fingerprints                         | Crystal         |                   |
| 2008            | Spring Breakdown                     | Summer          |                   |
| 2008            | Green Flash                          | Lana            | Direto para DVD   |
| 2009            | Wild Cherry                          | Trish Van Doren |                   |
| 2009            | Van Wilder: Freshman Year            | Kaitlin Hays    | Direto para DVD   |
| Televisão       |                                      |                 |                   |
| Ano             | Título                               | Papel           | Notas             |
| 2004-2006       | Laguna Beach: The Real Orange County | ela mesma       | Temporadas 1-2    |
| 2006            | Get This Party Started               | Anfitriã        | 2 episódios       |
| 2006            | Veronica Mars                        | Kylie Marker    | 1 episódio        |
| 2007            | Cheerleader Camp                     | Julie           | Filme para TV     |
| 2007            | Cane                                 | Casey           | 1 episódio        |
| 2008            | CSI: NY                              | Isabelle Vaughn | 1 episódio        |
| 2009-2010       | The Hills                            | ela mesma       | 5ª e 6ª temporada |
| 2018            | Very Cavallari!                      | ela mesma       | Temporada 1       |
| Clipes musicais |                                      |                 |                   |
| Ano             | Título                               | Artista         | Notas             |
| 2006            | "For You I Will (Confidence)"        | Teddy Geiger    |                   |
| 2008            | "In Love with a Girl"                | Gavin DeGraw    |                   |